# 土城庄
土城庄為臺灣日治時期1920年10月至1945年10月間存在之行政區，隸屬台北州海山郡，為今新北市土城區。

## 行政區劃
土城庄在清治時期及日治時期初期屬擺接堡的14及海山堡的沛舍坡。在1901年11月11月，擺接堡隸屬臺北廳枋橋支廳，海山堡隸屬桃仔園廳三角湧支廳。位在擺接堡的部分於1901年12月7日被劃入臺北廳「第20區」、「第21區」。1903年1月1日，桃園廳下整併為219個街庄，並修改區名編號，整併為26區，而沛舍坡庄被劃入桃仔園廳「第17區」。1904年4月1日，在擺接堡的14庄被整併為柑林埤庄、員林庄、清水坑庄、廷藔坑庄、埤塘庄、頂埔庄、媽祖田庄、大安藔庄等8庄。1905年7月1日，沛舍坡庄被劃入桃園廳「樹林區」。1906年1月1日，第20區及第21區合併為「土城區」，區長役場位在員林庄1920年7月2日，土城區長役場遷到埤塘庄。
1920年10月1日，原堡里之行政區廢除，街庄改為大字，擺接堡及海山堡合併為臺北州海山郡；前述9庄合併為臺北州海山郡「土城庄」，轄域內分為埤塘、柑林埤、員林、清水坑、廷寮坑、頂埔、媽祖田、大安寮、沛舍坡九個大字。
- 員林大字下有「土城」、「員林」、「貨饒」小字名
- 埤塘大字下有「埤塘」、「內柑林埤」小字名
- 清水坑大字下有「外冷水坑」、「內冷水坑」小字名
- 廷寮坑大字下有「外籐寮坑」、「內籐寮坑」小字名
- 頂埔大字下有「頂埔內」、「溪尾」、「溪頭」、「中洲子」、「牛角坑」小字名
- 媽祖田大字下有「內媽祖田」、「外媽祖田」小字名
- 大安寮大字下有「大安寮」、「石壁寮」、「大暖坑」小字名

二戰後，土城庄改為臺北縣海山區土城鄉。
| 1903年   | 1903年 | 1903年             | 1906年 | 1906年 | 1920-1945 | 1920-1945 | 1946年 |
| 廳       | 區     | 街庄               | 區     | 街庄   | 街庄      | 大字      | 鄉鎮   |
| -------- | ------ | ------------------ | ------ | ------ | --------- | --------- | ------ |
| 臺北廳   | 第20區 | 內陂塘、外陂塘     | 土城區 | 埤塘   | 土城      | 埤塘      | 土城鄉 |
| 臺北廳   | 第20區 | 柑林陂             | 土城區 | 柑林埤 | 土城      | 柑林埤    | 土城鄉 |
| 臺北廳   | 第20區 | 貨饒、圓林、土城   | 土城區 | 員林   | 土城      | 員林      | 土城鄉 |
| 臺北廳   | 第20區 | 內冷水坑、外冷水坑 | 土城區 | 清水坑 | 土城      | 清水坑    | 土城鄉 |
| 臺北廳   | 第20區 | 外籐藔坑、內籐藔坑 | 土城區 | 廷藔坑 | 土城      | 廷寮坑    | 土城鄉 |
| 臺北廳   | 第21區 | 頂埔               | 土城區 | 頂埔   | 土城      | 頂埔      | 土城鄉 |
| 臺北廳   | 第21區 | 外媽祖田、內媽祖田 | 土城區 | 媽祖田 | 土城      | 媽祖田    | 土城鄉 |
| 臺北廳   | 第21區 | 大安藔             | 土城區 | 大安藔 | 土城      | 大安寮    | 土城鄉 |
| 桃仔園廳 | 第17區 | 沛舍坡             | 樹林區 | 沛舍坡 | 土城      | 沛舍坡    | 土城鄉 |

## 長
- 簡鴻黎：1920年10月至1924年（原任土城區長）
- 林禎祥：1924年至1928年
- 簡鴻黎：1928年至1936年
- 菊地清作：1937年至1941年（後任三峽街長）
- 金川又次郎：1942年至1945年（原任池上庄長）[9]

## 人口
| 大字別 | 內地人 | 台灣人 | 中華民國人 | 小計   |
| ------ | ------ | ------ | ---------- | ------ |
| 柑林埤 | 0      | 1,482  | 0          | 1,482  |
| 員林   | 11     | 2,586  | 6          | 2,603  |
| 清水坑 | 6      | 2,041  | 0          | 2,047  |
| 廷寮坑 | 0      | 1,141  | 2          | 1,143  |
| 埤塘   | 11     | 767    | 2          | 780    |
| 頂埔   | 8      | 1,115  | 0          | 1,123  |
| 媽祖田 | 0      | 715    | 0          | 715    |
| 大安寮 | 1      | 1,466  | 1          | 1,468  |
| 沛舍坡 | 0      | 660    | 0          | 660    |
| 小計   | 37     | 11,973 | 11         | 12,021 |

## 設施

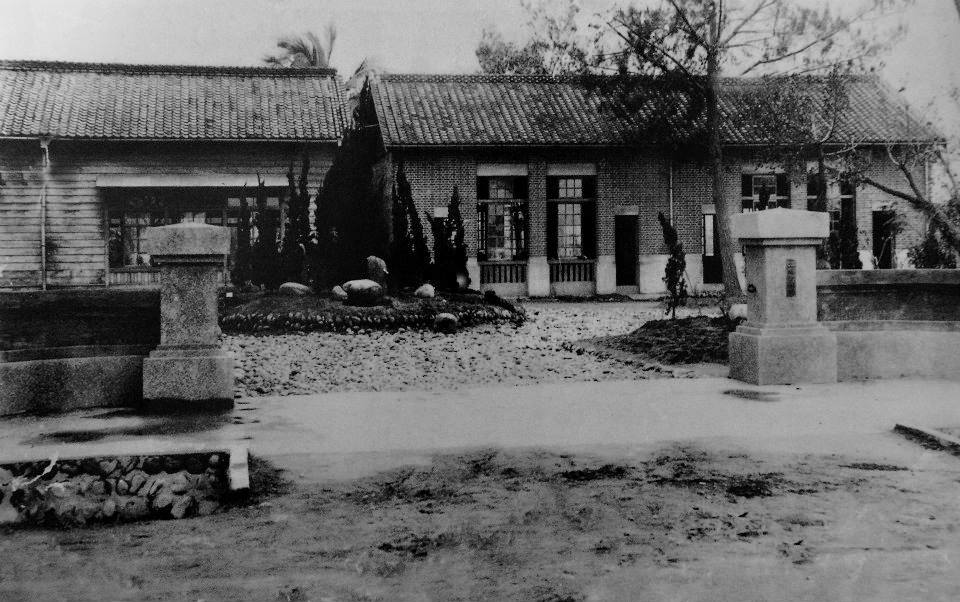
土城公學校，今土城國小

- 土城役場：位在土城庄埤塘字埤塘436番地
- 土城公學校→土城國民學校（今土城國小）土城公學校，今土城國小
- 土城國民學校頂埔分教場（今頂埔國小）
- 清水坑國民學校（今清水國小）
- 清水坑國語講習所
- 沛舍坡國語講習所
- 頂埔簡易國語講習所
- 媽祖田簡易國語講習所
- 土城青年教習所[11]
- 土城圖書館
- 土城購買販賣信用組合（新北市土城區農會前身）
- 大安寮忠魂碑[12]